# Józef Tkaczow
Józef Tkaczow, pierwotnie Tkaczów (ur. 6 marca 1900 w Boguchwale, zm. 2 grudnia 1972 w Rzeszowie) – polski działacz komunistyczny, lekarz z tytułem doktora, pułkownik, działacz społeczny, polityczny i służby zdrowia.

## Życiorys
Urodził się 6 marca 1900 w Boguchwale w rodzinie chłopskiej jako syn Romana (1864–1942, pochodzący z terenów ukraińskich, pracujący jako dworski chmielarz w boguchwalskim majątku) i Józefy. Jego braćmi byli Jan (1893–1938), Ferdynand (1902–1936), Stanisław (1913–1969) – także działacze polityczni. Pierwotnie nazwisko rodziny brzmiało Tkaczów.
Wychowywał się w duchu ruchu komunistycznego wraz z braćmi. 14 czerwca 1921 ukończył I Gimnazjum Państwowe w Rzeszowie. Podjął studia rolnicze na kierunku agronomii na Uniwersytecie Jagiellońskim, zaś podczas odbywania praktyki w majątku Radziwiłłów w Starejwsi, przyczynił się do strajku tamtejszej służby folwarcznej, w związku z czym był zmuszony przerwać studia. Następnie podjął studia medycyny na Wydziale Lekarskim Uniwersytetu Jagiellońskiego, które ukończył w 1928. Uzyskał tytuł doktora i został lekarzem. W tym zawodzie pracował w sanatorium w Bystrej, w Ludwikowie, w szpitalu gruźliczym prowadzonym przez Zakon Polskich Kawalerów Maltańskich w Rychtalu. Później prowadził praktykę lekarską w rodzinnej Boguchwale w gminie Racławówka. Od 1928 był członkiem Komunistycznej Partii Polski. W okresie międzywojennym rodzinny dom Tkaczowów był miejscem tajnych zebrań i spotkań rzeszowskich komunistów.
Podczas II wojny światowej wstąpił do Polskiej Partii Robotniczej, był organizatorem tej partii, a także Gwardii Ludowej. Aresztowany w 1943 przez Niemców był więziony w więzieniu w Tarnowie, na zamku w Rzeszowie, w obozie pracy w Pustkowie, w obozach Auschwitz-Birkenau, Sachsenhausen, Bergen-Belsen do 1945. W Pustkowie był obok Józefa Frączka i Franusa z Radomia polskim lekarzem obozowym i według zeznania Władysława Kornaka świadczył rzeczywistą pomoc medyczną więźniom, a także działał wraz z Mieczysławem Bombą i Ludwikiem Szenbornem w zorganizowanej przez KPP grupie ruchu oporu, która usiłowała ratować więźniów poprzez wywieranie wpływu na funkcjonariuszy obozowych. Po wyzwoleniu przez aliantów jako lekarz pracował do końca 1945 w szpitalach dla byłych więźniów obozów. 
Po powrocie w rodzinne strony był organizatorem polikliniki przy ul. Jagiellońskiej w Rzeszowie. Później rozwijał infrastrukturę szpitalną przy ul. Króla Stanisława Leszczyńskiego. Od 5 marca 1946 do 31 grudnia 1954 pełnił stanowisko naczelnika Wydziału Zdrowia Wojewódzkiego Urzędu Bezpieczeństwa Publicznego w Rzeszowie, początkowo w stopniu kapitana, później w stopniu podpułkownika. Działał przy staraniach o powstanie rzeszowskiego szpitala MSW, otwartego w 1958 w dzielnicy Baranówka, którego został dyrektorem. Był ordynatorem rzeszowskiego szpitala wojskowego, podporządkowanego MSW. Awansowany do stopnia pułkownika ludowego Wojska Polskiego. Pełnił funkcję dyrektora Zarządu Zdrowia i Spraw Socjalnych Komendy Wojewódzkiej Milicji Obywatelskiej w Rzeszowie, do końca życia pełnił posadę dyrektora szpitala KW MO.
Równolegle z pracą zawodową pozostawał aktywnym działaczem komunistycznym, od początku będąc członkiem KW PPR, następnie wstąpił do Polskiej Zjednoczonej Partii Robotniczej, był członkiem Komitetu Wojewódzkiego (KW) PZPR w Rzeszowie, brał udział we wszystkich zjazdach partii. W strukturach partyjnych był lektorem i wykładowcą. Przez wiele lat pełnił mandat radnego Wojewódzkiej Rady Narodowej w Rzeszowie, był przewodniczącym Komisji Zdrowia i Pomocy Społecznej WRN.
Był organizatorem Związku Więźniów Politycznych Obozów Koncentracyjnych. Został prezesem Zarządu Okręgu Związku Bojowników o Wolność i Demokrację w Rzeszowie (ponownie wybrany w 1970), a w 1971 został członkiem Rady Naczelnej ZBoWiD. Pełnił funkcję prezesa zarządu wojewódzkiego Polskiego Czerwonego Krzyża w Rzeszowie oraz Ligi Przyjaciół Żołnierza. Ponadto organizował Związek Zawodowy Pracowników Służby Zdrowia, Ligi Obrony Kraju i innych organizacji. Był przewodniczącym zarządu oddziału wojewódzkiego Społecznego Komitetu Przeciwalkoholowego.
Był żonaty, miał córkę i syna. Zmarł 2 grudnia 1972 w Rzeszowie. Został pochowany z honorami 5 grudnia 1972 na cmentarzu w Boguchwale po świeckiej ceremonii oraz uroczystym pogrzebie z udziałem kilku tysięcy uczestników. W pogrzebie uczestniczył m. in. członek Biura Politycznego Komitetu Centralnego PZPR Władysław Kruczek oraz I sekretarz KW PZPR w Rzeszowie Leon Kotarba.
Postanowieniem Gromadzkiej Rady Narodowej z lipca 1973 imię Józefa Tkaczowa nadano głównej ulicy w Boguchwale, biegnącej w stronę Rzeszowa. Na wniosek Instytutu Pamięci Narodowej na mocy ustawy z dnia 1 kwietnia 2016 roku o zakazie propagowania komunizmu Rada Miejska w Boguchwale zmieniła nazwę ulicy uchwałą nr XLV.568.2017 z dnia 31 sierpnia 2017.

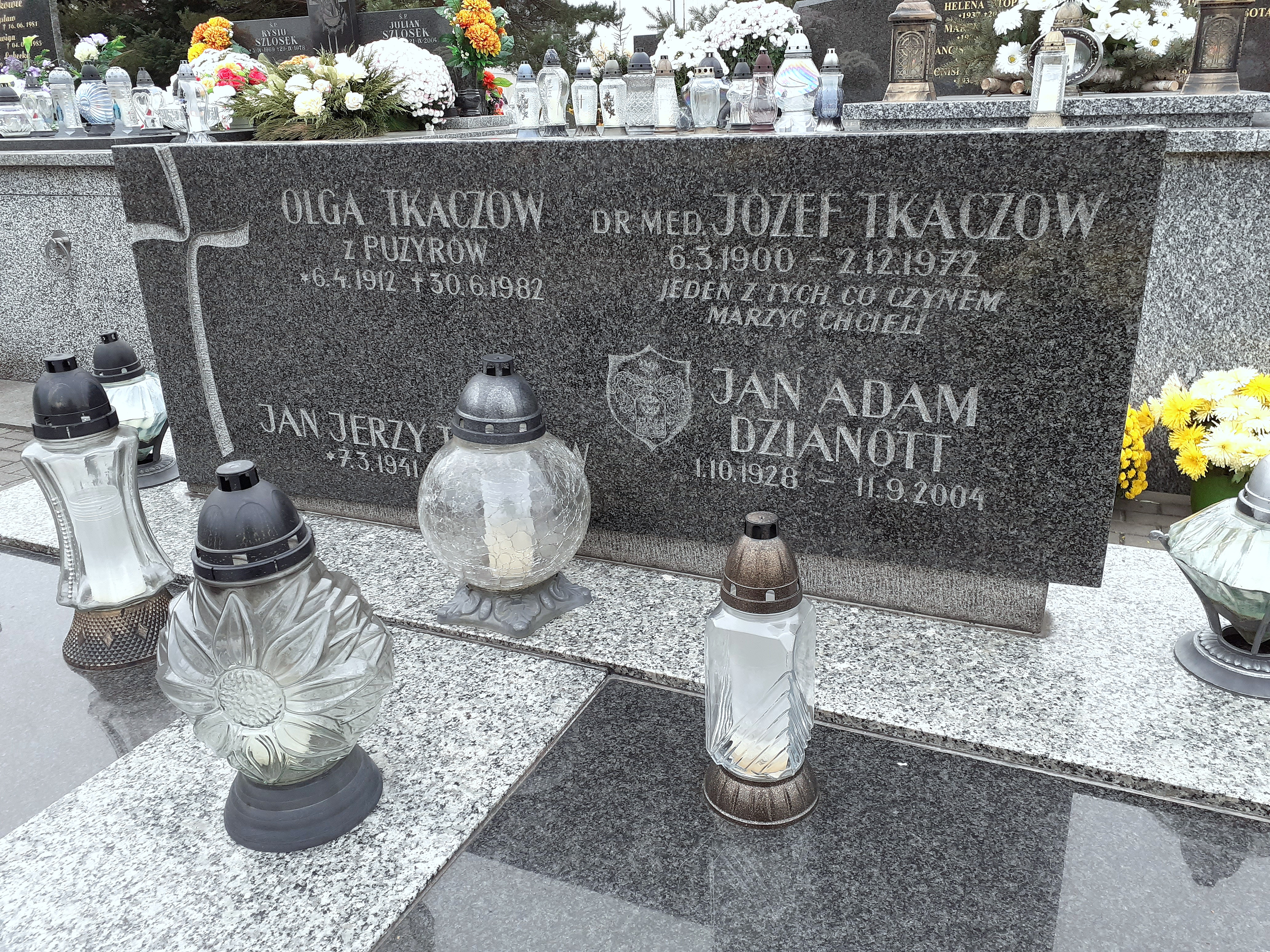
Grobowiec Józefa Tkaczowa

## Ordery  i odznaczenia
- Order Budowniczych Polski Ludowej (1971)[15]
- Order Sztandaru Pracy I klasy
- Order Sztandaru Pracy II klasy
- Krzyż Komandorski Orderu Odrodzenia Polski
- Krzyż Kawalerski Orderu Odrodzenia Polski (1954)[16]
- Złoty Krzyż Zasługi (1952)[17]
- Srebrny Krzyż Zasługi
- Odznaka „Zasłużony dla województwa rzeszowskiego”
- Inne odznaczenia, w tym państwowe, wojskowe, bojowe
- Najwyższe odznaczenia honorowe PCK